# Michele Dotrice
Michele Dotrice (Cleethorpes, Lincolnshire, 27 september 1948) is een Britse actrice, vooral bekend door haar rol als de goedgelovige Betty in de komische televisieserie Some Mothers Do 'Ave 'Em.

## Filmografie
- Murder in Suburbia televisieserie - Cindy (Afl., Golden Oldies, 2005)
- A Thing Called Love televisieserie - Barbara Hopewell (2 afl., 2004)
- Holby City televisieserie - Shirley Butler (Afl., Leopard Spots, 2002)
- The Way We Live Now (Mini-serie, 2001) - Mrs. Pipkin
- The Mrs. Bradley Mysteries televisieserie - Amy Parkin (Afl., Laurels Are Poison, 1999)
- Captain Jack (1999) - Deirdre
- Vanity Fair (Mini-serie, 1998) - Mrs. Sedley
- Midsomer Murders televisieserie - Felicity Buckly (Afl., Faithful Unto Death, 1998)
- Bramwell II (Mini-serie, 1996) - Lady Cora Peters
- Bramwell televisieserie - Lady Cora Peters (Afl. onbekend, 1995)
- Boon televisieserie - Nikki (Afl., Peacemaker, 1988)
- The Equalizer televisieserie - Vanessa Daniels (Afl., Heartstrings, 1986)
- Chintz televisieserie - Kate Carter (7 afl., 1981)
- Henry IV, Part II (televisiefilm, 1979) - Lady Percy, Hotspurs weduwe
- Henry IV, Part I (televisiefilm, 1979) - Lady Percy
- Some Mothers Do 'Ave 'Em televisieserie - Betty Spencer (1973, 1978)
- Not Now, Comrade (1976) - Nancy Rimmington
- Zodiac televisieserie - Julie Prentiss (Afl., The Horns of the Moon, 1974)
- Menace televisieserie - Sharon (Afl., Comfortable Words, 1973)
- Follow the Yellow Brick Road (televisiefilm, 1972) - Veronica Sands
- The Sextet televisieserie - Rol onbekend (1972)
- The Rivals of Sherlock Holmes televisieserie - Mary Hisgins (Afl., The Horse of the Invisible, 1971)
- Jason King televisieserie - Felicity (Afl., Buried in the Cold Cold Ground, 1971)
- Satan's Skin (1971) - Margaret
- Jane Eyre (televisiefilm, 1970) - Mary Rivers
- The Wednesday Play televisieserie - Emma (2 afl., 1968, 1970)
- Play of the Month televisieserie - Irina (Afl., The Three Sisters, 1970)
- And Soon the Darkness (1970) - Cathy
- Saturday Night Theatre televisieserie - Jane (Afl., Toys, 1969)
- Late Night Horror televisieserie - Phrynne Banstead (Afl., The Bells of Hell, 1968)
- Les Misérables (Mini-serie, 1967) - Cossette
- The Brown Hand (televisiefilm, 1967) - Rol onbekend
- The Witches (1966) - Valerie Creek
- Out of the Unknown televisieserie - R747 (Afl., Level 7, 1966)
- The Counsel (televisiefilm, 1966) - Sonia
- The Old Curiosity Shop (Mini-serie, 1962) - Nell Trent
- Katy televisieserie - Clover Carr (1962)
- Operation Fantail (televisiefilm, 1961) - Susan Forest

- International Standard Name Identifier: 0000 0001 1930 8046
- Library of Congress Control Number: no2001018970
- MusicBrainz: 94e111f3-0034-4db0-9432-9b2115e34fae
- Nationale Bibliotheek van Israël: 987007452674205171
- Virtual International Authority File: 9636149296219680670006